# Mount Teneriffe (Australia)
Mount Teneriffe es una distintiva formación de granito de 444 m (1.457 pies) sobre el nivel del mar. Se encuentra en el centro del estado de Victoria en Australia y toma su nombre de la isla de Tenerife en España.
La parte mayor de la formación se encuentra dentro de una reserva de conservación de la naturaleza con impresionantes afloramientos de granito en la montaña. Mount Teneriffe está compuesto por acumulaciones de granito levantados y erosionados que provienen del Devónico. La colina posee pequeños árboles dispersos en la cumbre.
Es posible escalar el monte en la cara noroeste. Mount Teneriffe fue el lugar en donde se celebró el campeonato australiano de Rogaining en 1983.